# 1931年鐵路
此條目列出1931年發生有關鐵路運輸的事件。

## 事件

### 3月
- 3月17日：參宮急行電鐵線通車。

### 5月
- 5月24日：巴爾的摩及俄亥俄鐵路開行第一班空調客車「哥倫比亞人號列車（英语：Columbian (B&O)）」，來往澤西城和華盛頓特區[1]。

### 6月
- 6月10日：德國的鐵路齊柏林（英语：rail zeppelin）創下了新的世界鐵路速度紀錄230公里/小時，由漢堡到柏林。

### 7月
- 7月1日：米蘭中央車站重建完成，重新開放。
- 7月19日：倫敦地鐵皮卡迪利線薩德伯里鎮站重建完成[2]。

### 8月
- 8月6日：意大利成立了東南鐵路（英语：Ferrovie del Sud Est）。

### 9月
- 9月1日：上越線通車。